# 名鉄モ580形電車
名鉄モ580形電車（めいてつモ580がたでんしゃ）は、名古屋鉄道（名鉄）が同社の軌道路線において運用する目的で、1955年（昭和30年）から翌1956年（昭和31年）にかけて導入した路面電車車両である。
モ580形（以下「本形式」）はモ581 - モ584の計4両が製造され、岐阜市内線・美濃町線で運用されたのち、名鉄では1976年（昭和51年）から1981年（昭和56年）にかけて廃車され、1両を除いて豊橋鉄道へ譲渡されてモ3200形と改形式・改番された。

## 製造
本形式は4両とも日本車輌製造にて製造された。モ581・モ582の2両は1955年（昭和30年）3月、モ583は翌1956年（昭和31年）5月、モ584は同年9月にそれぞれ竣工した。太平洋戦争後の名鉄軌道線用新造車としてはモ570形に続いて2形式目である。

## 構造

### 車体
本形式は半鋼製車体を持つボギー車である。車体の最大寸法は長さ12.3メートル、幅2.236メートルで、先に製造されたモ570形と同一。全高は集電装置によって異なり、ビューゲルの場合3.742メートル、菱形パンタグラフの場合3.69メートル、Z形パンタグラフの場合4.0メートルとなる。自重は16.0トン。
主要寸法はモ570形を踏襲するが、車体中央にも客用扉を設置し3扉車とされた点や、屋根・前面の丸みが少なくなった点が異なる。前面は3枚の窓で構成され、側面窓は車端部の運転台脇部分に1枚ずつ、ドア間に4枚ずつの配置（窓配置＝1D4D4D1）である。ノーシル・ノーヘッダー構造だが側面窓上に雨樋がつく。客用扉はすべて幅1.0メートルで、両端の客用扉は車端部に収容される形の二枚引き扉、中央の客用扉は外側から見て左手に開く一枚引きの片開扉という構造。ドアステップはレール面上37センチメートルの位置にあり、扉の開閉に連動して展開される補助ステップが付属した。なお中央扉は名古屋市電の3扉車と同様に、後部の車掌が操作する乗車専用扉として運用された。
前照灯は岐阜線の他形式と同様、屋根上に設置された。1969年（昭和44年）から翌年にかけて前照灯はシールドビームに変更され小型化されている。尾灯は窓下左に配置。窓上には中央部に小型の方向幕が設けられたが、当初から行先標を併用しており、モ570形と同様、後に使用されなくなり埋められている。
車体塗装は、軌道線標準色である窓下濃緑色・上部クリーム色のツートンカラーで登場した。その後1975年（昭和50年）7月より、新たに名鉄の標準色となった名鉄スカーレットへの塗り替えが順次進められた。
内装についてはロングシートを採用し、それぞれのドア間、すなわち計4か所に幅2.77メートルの座席が置かれる。定員は座席28人・立席52人の計80人。室内灯には名鉄の軌道線用車両としては初めて蛍光灯が採用された。

### 主要機器

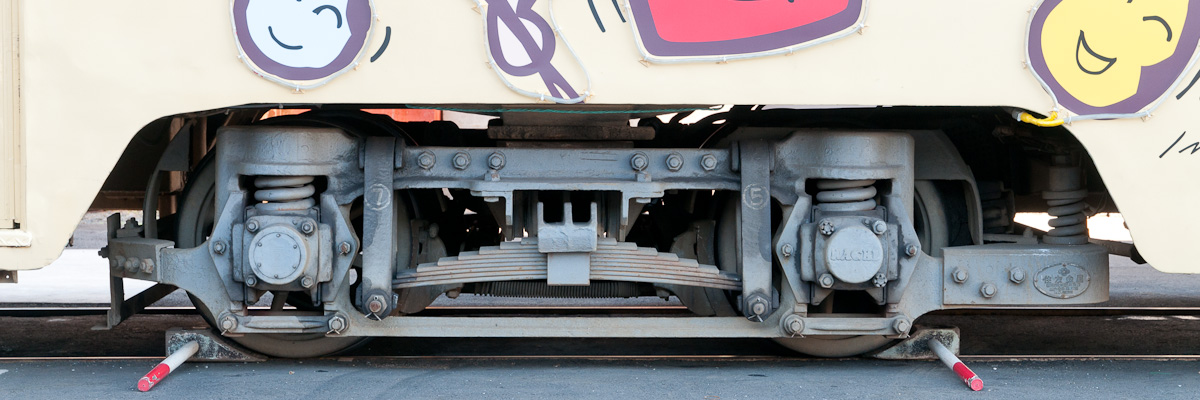
KS-40J台車（豊橋鉄道移籍後・2010年）

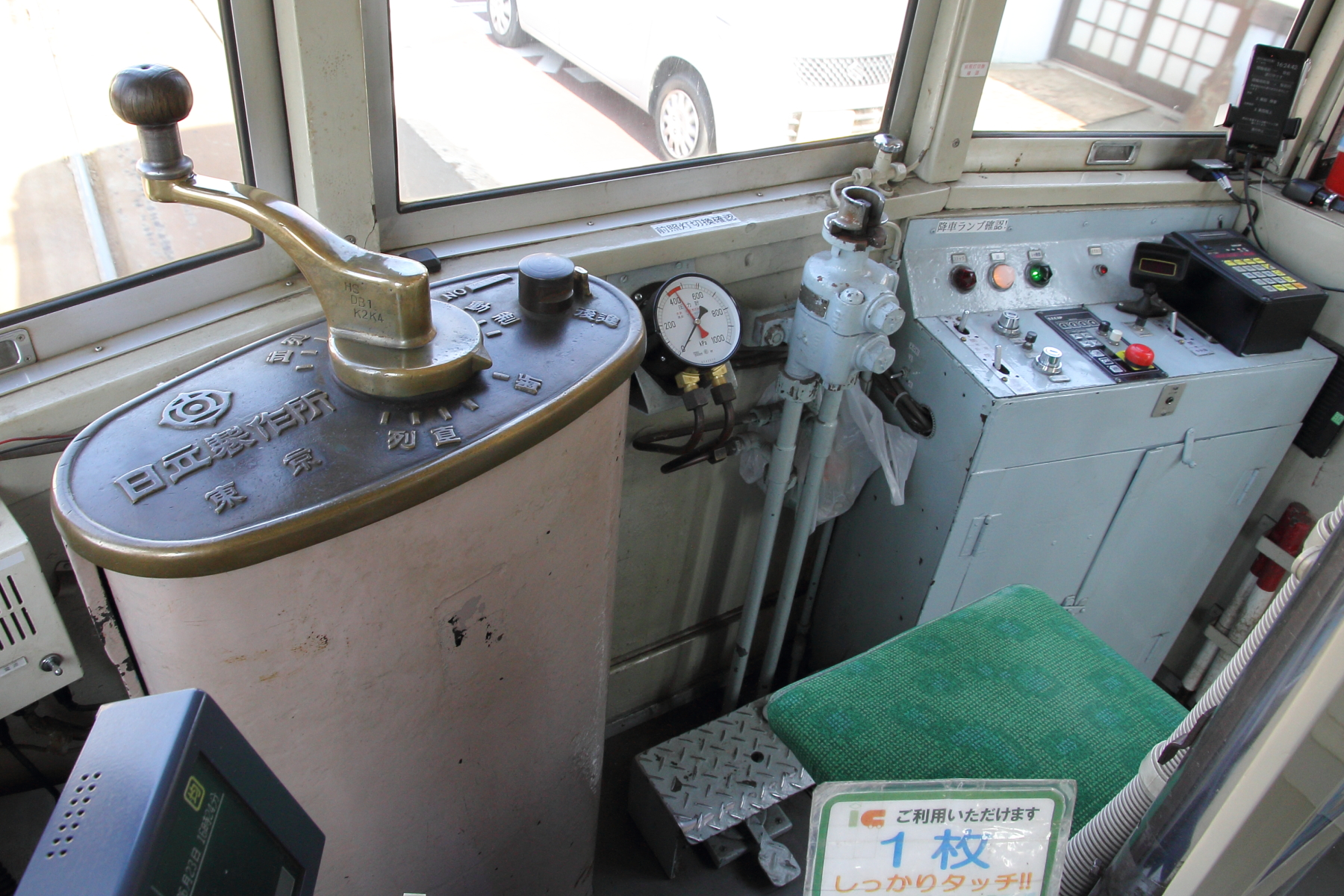
運転台（豊橋鉄道移籍後・2017年）

台車はモ581 - モ583の3両が住友金属工業製KS-40J、モ584が日本車輌製造製NS-9を装着する。KS-40J形はブリル77E形のコピー品で、鋳鋼製の台車枠側梁と平行に重ね板バネを渡す点を特徴とする製造当時の標準型路面電車用台車。メーカーの製造番号はH-2287。モ570形のうち2両も同型の台車を装着する。一方NS-9形はメーカー試作のオールコイルバネ台車である。軸距はKS-40Jが1,370ミリメートル、NS-9が1,400ミリメートル、車輪径は両形式とも660ミリメートル。
主電動機はモ570形でも採用された神鋼電機製のMT-60A（端子電圧600ボルト・出力37.3キロワット）を1両当たり2基搭載する。駆動装置は吊り掛け駆動方式であり、歯車比は4.5 (63:14) に設定されている。
制御装置は直接制御器を使用する。形式は2つあり、モ581・モ582は日立製作所製DR-BC447、モ583・モ584は日本車輌製造製NC103を搭載する。うち日立製制御器は鉄道線モ180形（元琴平急行電鉄デ1形）から転用されたものである。
集電装置は、製造当時の装備ではモ581 - モ583の3両がビューゲル、モ584のみ菱形パンタグラフであった。1974年（昭和49年）にモ581 - モ583の集電装置がZ形パンタグラフに交換される。またモ584は1968年（昭和43年）ごろに一時ビューゲル化された後菱形パンタグラフに戻され、さらに豊橋鉄道転出直前にはZ形パンタグラフに交換されていた。

## 名鉄時代の運用と廃車
1955・56年に製造された本形式は、初め岐阜市内線へと投入された。その後市内線・揖斐線直通列車（1967年（昭和42年）12月運転開始）にモ510形・モ520形が転用されたのに伴い、入れ替わりで本形式が美濃町線へと投入された。
しばらく美濃町線での運用が続くが、札幌市電から連接車モ870形が転入したのに伴いまずモ584が余剰となり、1976年（昭和51年）11月30日付で廃車された。残るモ581 - モ583については集電装置の変更のほか、1976年（昭和51年）に正面ワイパーの自動化、翌1977年（昭和52年）には放送装置の新設工事がそれぞれ施工され、引き続き美濃町線で使用された。しかし連接車モ880形の新造に伴い残る3両も余剰となり、1980年（昭和55年）12月15日付で廃車されて本形式は形式消滅となった。
このうち、後述する豊橋鉄道への譲渡対象から除外されたモ583は同時期に廃車となった850系「なまず」852編成などとともに南知多ビーチランドにおいて静態保存されたが、後年解体処分され現存しない。

## 豊橋鉄道への譲渡

### 入線に伴う改造

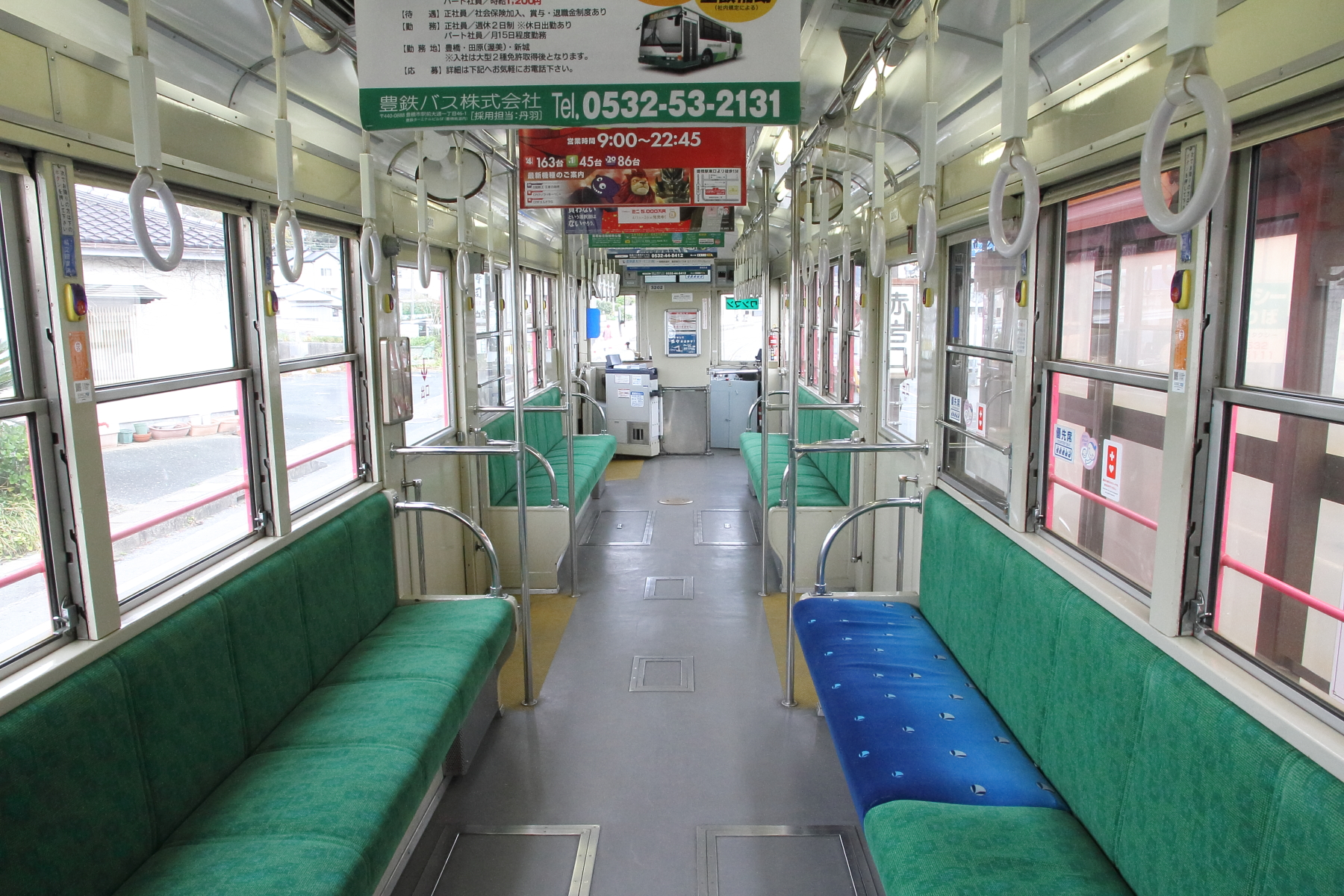
豊橋鉄道でのモ3202の内装（2019年4月）

名鉄において余剰になったモ580形4両のうち、前述モ583を除いた3両については、東田本線（市内線）の車両体質改善を目的に豊橋鉄道が購入した。豊橋鉄道における形式名は「モ3200形」で、最初に入線したモ584がモ3201、続いて入線したモ581がモ3202、モ582がモ3203と改番されている。豊橋鉄道での竣工日はモ3201が1976年12月24日付、モ3202・モ3203が1981年（昭和56年）1月12日付である。
豊橋鉄道での入線にあたり、3両とも赤岩口の自社工場にて改造工事が施工された（2次車については名鉄岐阜工場で準備工事を施工した上で搬入）。その改造内容は、
- ワンマン運転対応化
  - 豊橋鉄道市内線のワンマン運転方式は、運賃前払いの前乗り・中降り方式[1]。
- 前照灯を屋根上から正面中央窓下へ移設
- 正面中央窓を、他形式と同様のHゴム固定に変更
- 方向幕を再設置
- 屋根上へ雨樋を新設
- Z形パンタグラフを屋根上中央部へ移設
- ストロークリーム地に赤い帯を巻いた「新豊鉄色」へ塗装変更

といったものである。このうち方向幕再設置については、最初のモ3201は名鉄時代に埋められていたものを復活させただけで小型のままであったが、2次の2両では寸法を拡大して施工された。この改善は後にモ3201にも波及している。
主電動機は参考文献では3201がMB172NR、3202と3203がMT60Aとなっている。名鉄時代のモ580は全てMT60Aであり、MB172NRはモ550が使用していた（1969年に1両が事故廃車になっている）。
モ3200形の導入により、戦前製のモ3700形・モ3800形各1両が置き換えられ、モ3700形で残った1両（モ3702）も予備車となった。

### 冷房化とその後の改造
本形式はモ3100形7両に続いて冷房設置工事が施工され、モ3201が1994年（平成6年）7月10日付、モ3202・モ3203が翌1995年（平成7年）6月30日付でそれぞれ竣工した。搭載された冷房装置は三菱電機製CU77A型で、冷房車は自重が16.8トンになった。冷房化と同時に、車体についてもすべての窓枠のアルミサッシ化、角型尾灯への交換、雨樋の移設といった改造が施されている。
2005年（平成17年）になり、他の2両とは別形式であったモ3201の台車が、名鉄から譲り受けたモ570形廃車発生品のKS-40Jに取り替えられた。これにより台車は3両ともKS-40Jに統一された。
車内機器では、2011年（平成23年）2月11日のICカード乗車券「manaca」運用開始に伴い、ICカード対応運賃箱や旅客案内ディスプレイが車内に設置された。

### 広告車としての利用
本形式は前述の通り「新豊鉄色」と呼ばれる塗装で入線したが、1990年（平成2年）より順次全面広告車両となった。ただしモ3203に関しては2008年（平成20年）に「新豊鉄色」へ復元されている（下記#モ3203のイベント利用）。2018年4月1日時点における広告スポンサーは以下の通り。
- 3201 - 有楽製菓
  - 豊橋市内に工場を置く有楽製菓のチョコレート菓子「ブラックサンダー」のパッケージを模した広告車両で、2013年（平成25年）5月17日より運行開始[26]。
- 3202 - 豊橋けいりん

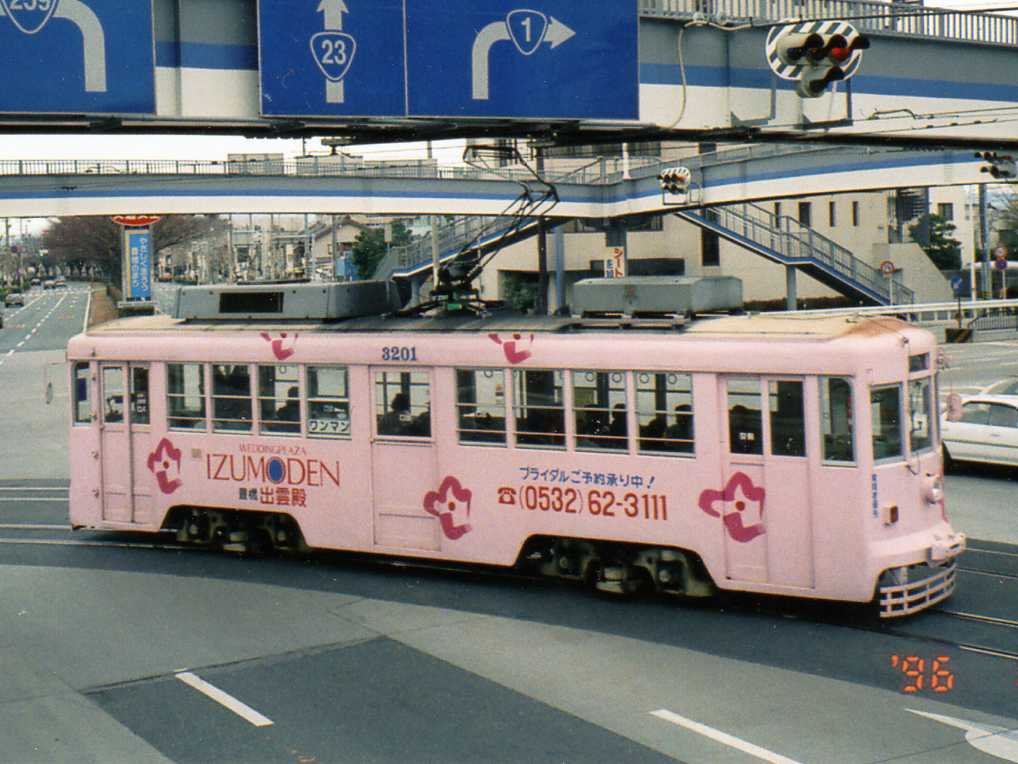
モ3201（出雲殿広告・1996年1月）
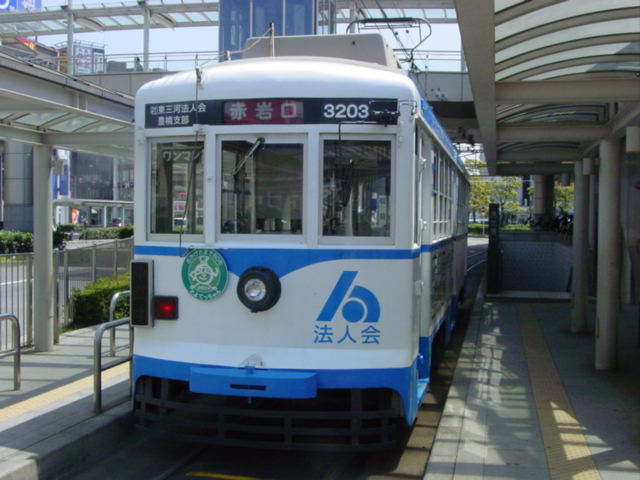
3203（法人会広告・2005年4月）
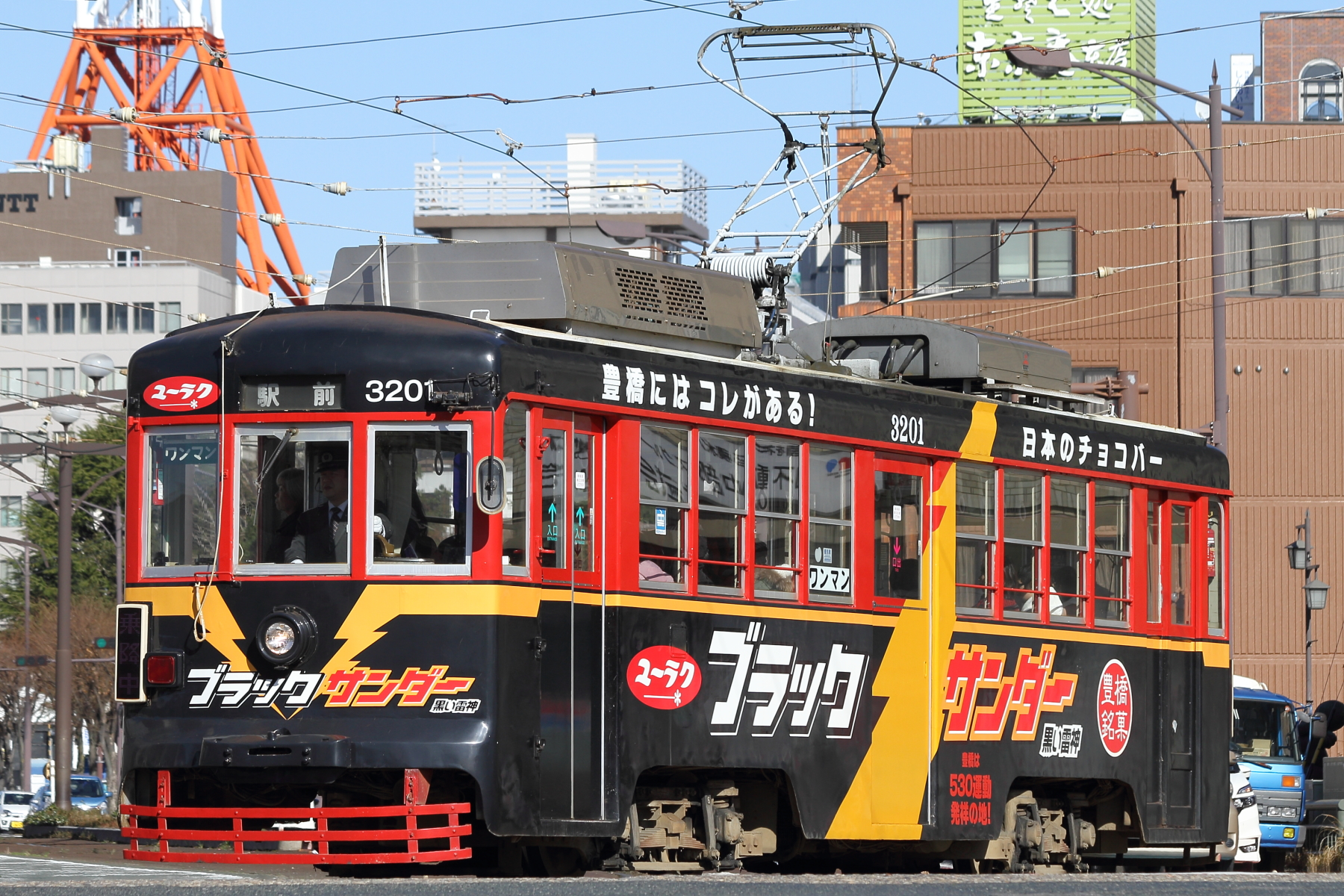
モ3201（有楽製菓広告・2018年12月）

### モ3201・モ3202の運用終了
福井鉄道から譲受したモ800形802の運用開始に伴い、モ3201は2019年（令和元年）9月19日をもって営業運転を終了した。運用終了時の車体広告（ブラックサンダー）はモ802へと引き継がれた。
続いてモ3202についても、同じく福井鉄道から譲受したモ800形803の運用開始に伴い、2020年（令和2年）2月11日をもって営業運転を終了した。

### モ3203のイベント利用

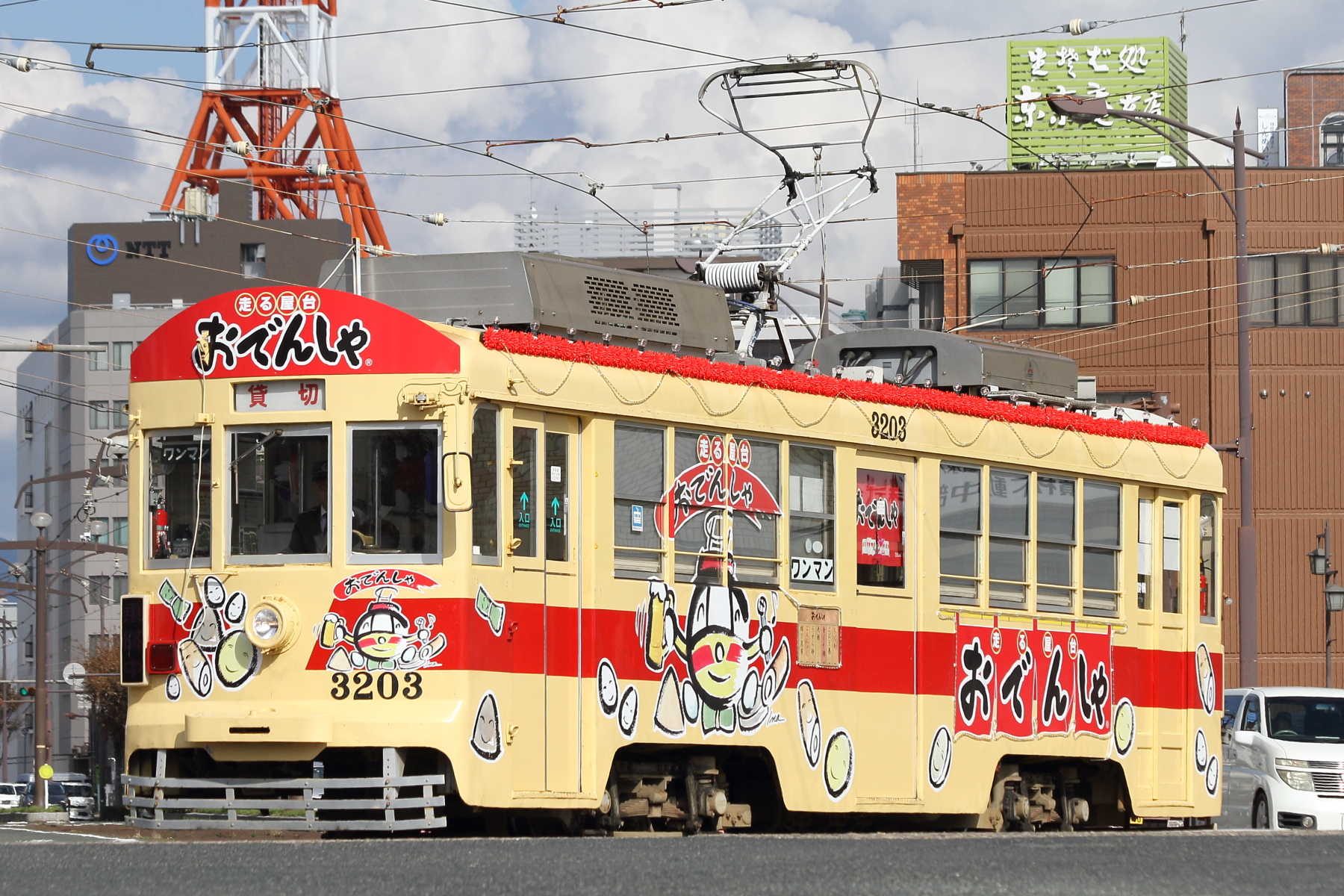
「おでんしゃ」として運行中のモ3203（2018年11月）

超低床電車であるT1000形「ほっトラム」の導入を機に、モ3203はストロークリーム地に赤帯を巻く「新豊鉄色」に塗り替えられ、2008年12月27日より新塗装での運転を開始した。
この「新豊鉄色」のモ3203は、翌2009年（平成21年）夏のイベント列車「納涼ビール電車」の運行に、前年までのモ3100形（モ3102）に代わって就いた。そのほか、冬のイベント列車「おでんしゃ」の運行や、10月の「豊橋まつり」を記念した花電車としての運行がなされるようになり、2018年時点では装飾のない状態で運行される方が珍しくなっている。